# Museo Stibbert
Il Museo Stibbert si trova a Firenze  nell'omonima via collinare al numero 26. Vi sono esposte armi antiche, insieme a oggetti d'arte.

## Storia
Nato dalle collezioni di Frederick Stibbert (1838-1906), un inglese di madre toscana che qui alla fine dell'Ottocento aveva restaurato e ingrandito la piccola Villa Montughi appartenuta alla famiglia Davanzati creando la sontuosa villa di famiglia, è uno dei più interessanti esempi di eclettismo ottocentesco nonché una celebre dimostrazione di amore verso la città della nutrita comunità inglese che alla fine dell'Ottocento rappresentava una discreta fetta della popolazione cittadina.
Stibbert infatti, arricchitosi con il business ferroviario nella madre patria inglese, si era poi stabilito a Firenze e alla sua morte donò la villa, il parco e le collezioni alla città, facendo così nascere un'importante fondazione che aprì la casa al pubblico, analogamente ad altre case museo come il Museo Horne, il Museo Bardini o Palazzo Davanzati.

## Il museo

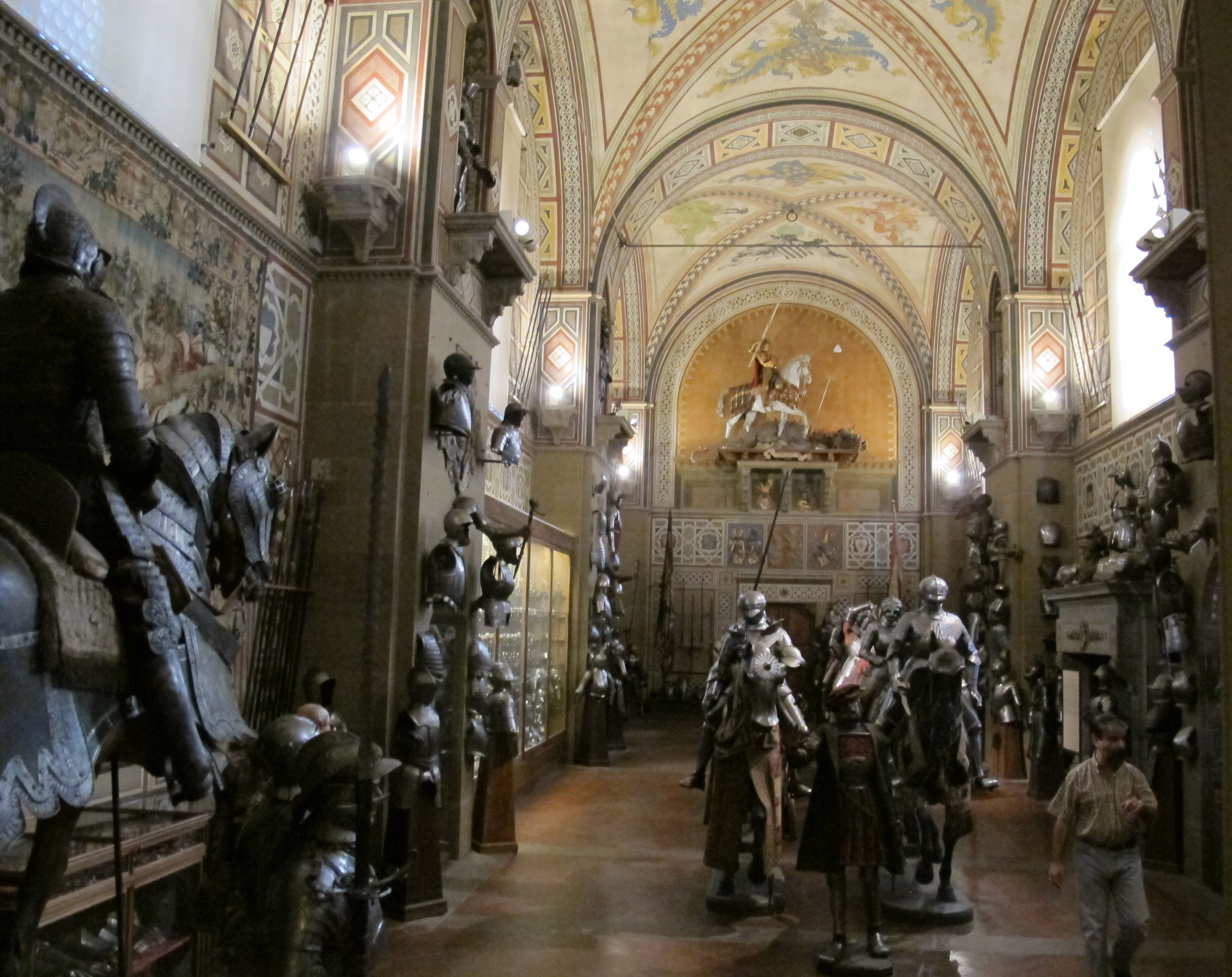
La Sala della Cavalcata

La villa stessa è un importante esempio del fantasioso stile ottocentesco, e vi lavorarono alcuni fra i migliori artisti fiorentini dell'epoca, come l'architetto Giuseppe Poggi, i pittori Gaetano Bianchi e Annibale Gatti che eseguirono numerosi affreschi, e lo scultore Augusto Passaglia. In un tripudio di sale neo-gotiche, neo-rinascimentali, eccetera, è disposta la collezione di più di 50.000 pezzi, forse il più importante esempio di museografia ottocentesca in città, con i più svariati oggetti d'arte dai dipinti alle armature, dalle porcellane agli arredi antichi, dai ventagli ai bottoni.
La sezione più impressionante delle collezioni è sicuramente quella delle armature, unica per ricchezza, internazionalità e scenograficità dell'esposizione, ci sono quasi 16,000 pezzi di varie epoche, provenienti per la maggior parte dal centro Europa; ci sono alcuni esemplari di area balcanica, altri di provenienza sarda e pezzi provenienti dal Medio Oriente e dal Giappone.
La raccolta presente nel Museo è in prevalenza del genere da caccia, passione di Frederick Stibbert.
In numerose sale decorate appositamente sfilano come in un ipotetico corteo cavalieri italiani e tedeschi con il completo corredo di armamenti, risalenti per lo più al Cinque e Seicento. I cavalieri turchi ottomani, sistemati in una magnifica sala decorata con incrostazioni moresche, risalgono al XVI secolo, mentre i pezzi della collezione indiana risalgono al periodo fra il XVI e XVII secolo. Custodisce anche una collezione giapponese, la più grande al mondo fuori dal Giappone, con katana e scenografiche armature appartenute agli ultimi samurai e acquistate sul finire dell'Ottocento. Nel 2006 i giornali hanno riportato la notizia che una parte delle lame giapponesi più antiche e preziose sarebbe stata trafugata, forse negli anni '70, e sostituita con copie ben più recenti. Fonti stesse del museo affermano che il fatto è stato notevolmente gonfiato dai giornali, ma che durante un accurato riscontro inventariale e delle opere sono emerse alcune gravi irregolarità.
Il museo custodisce anche una raccolta di favole, volumi di poesia, canzoni e calendari giapponesi di Takejiro Hasegawa. Questo artista giapponese ha accresciuto l'importanza delle sue produzione grazie alla collaborazione con letterati- Basil Hall Chamberlain, Lafcadio Hearn e James Curtis Hepburn- e illustratori -  Eitaku Kobayashi, Shoso Mishima e Yoshimune Arai- di grande prestigio.
Fra le opere di pittura presenti nel museo si segnalano dipinti di Sandro Botticelli, Carlo Crivelli (Due santi dal Polittico del Duomo di Camerino, 1490 circa), Domenico Beccafumi, Luca Giordano, Alessandro Allori, Pieter Brueghel il Giovane, Neri di Bicci e Pietro Lorenzetti.
Fra le altre collezioni di grande pregio merita una menzione il mobilio antico, con numerosi cassoni risalenti al Quattrocento, vetrine e tavoli del Settecento e un pregevole tavolo in malachite. Fastose sono le tappezzerie in cuoio, uno degli aspetti tipici della villa.
Una sala ospitava la più antica collezione di bandiere del Palio di Siena risalenti alla metà del XIX secolo, drappeggiate al soffitto.

## Il parco

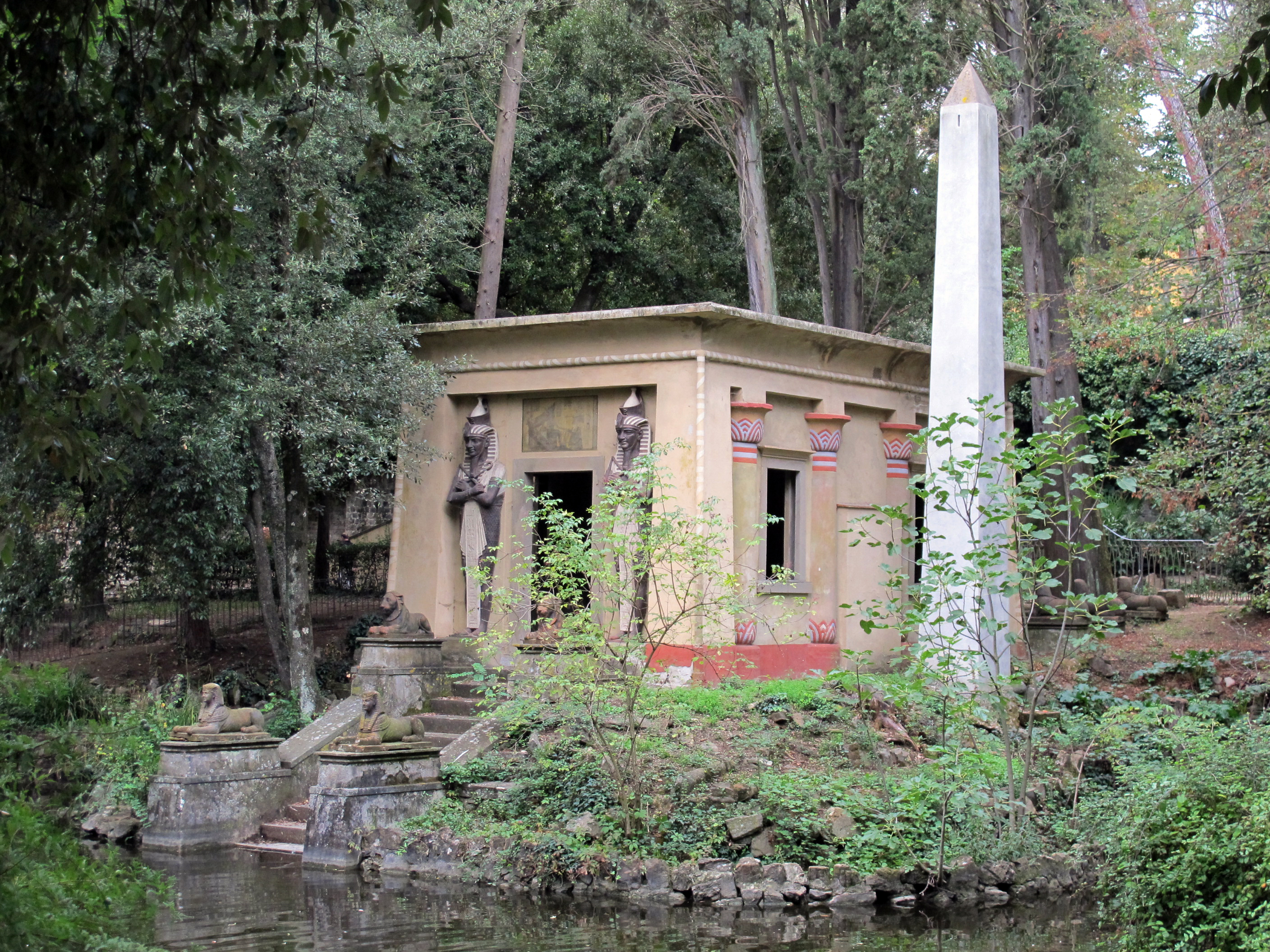
Il laghetto col tempietto in stile antico Egitto all'interno del parco

Il grande parco all'inglese, similarmente al coevo Parco delle Cascine ospita alcuni curiosi monumenti, fontane e sculture. Si presenta come una intricata serie di vialetti che salgono e scendono nella boscaglia, con arredi e angoli di riposo e di visuale. La vegetazione ad alto fusto è rappresentata da piante come pini, lecci, ippocastani, tigli, su cui svettano splendidi cipressi alcuni dei quali probabilmente risalgono a prima del restauro dello Stibbert.
Di gusto romantico è l'inserimento del laghetto, sulle cui rive si specchia un piccolo tempio in stile neo-egizio, mentre il vialetto decorato da una fila di sculture e di busti classici è un elemento tipico del preesistente giardino all'italiana.
Un tocco tardo romantico è dato dalle rovine di un cortile veneziano gotico, in marmo bianco, con una bellissima vera da pozzo al centro. Tipicamente fiorentine sono poi le numerose statue in terracotta sparse all'interno del parco.

## Mostre
Nel 2013 il Museo Stibbert ha ospitato una mostra sul tema delle armature dei Samurai mettendo in risalto i materiali e le tecniche artigianali che permisero di creare queste opere d'arte.